# Dialecto de Kansai
Dialecto de Kansai (関西弁 Kansai ben?) o también dialecto Kinki  (近畿方言 Kinki hōgen?)es el dialecto del Japonés hablado en la región Kansai o también llamada Kinki. El dialecto de Kansai más común es el de Keihanshin (las áreas metropolitanas de Kioto, Osaka y Kobe) y sus alrededores. 

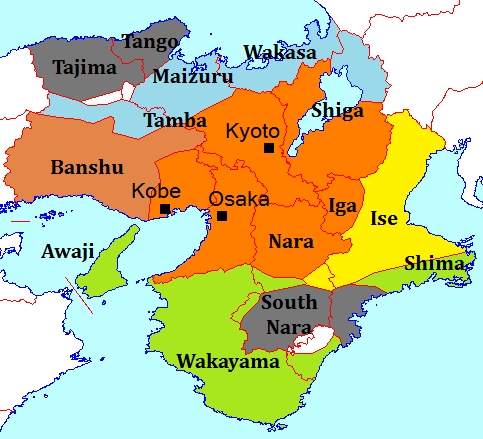
Divisiones del dialecto Kansai propuestas por Okumura Mitsuo

Este dialecto es erróneamente llamado dialecto de Osaka, ya que Osaka es la ciudad más grande de la región Kansai o Kinki.

## Influencia
Cuando el dialecto de Nara y Kioto (llamadas Kinai) eran las capitales imperiales, el dialecto Kinai era el Japonés estándar de facto. Como consecuencia este influenció a todo Japón e incluso al dialecto de Edo (antecesor del Japonés estándar). La literatura basada en la Intelligentsia en Heian-kyō se volvió en el modelo del Japonés clásico.
Históricamente el dialecto de Kansai tenía un uso extensivo del Keigo característico de este, en oposición al Dialecto de Kantō (del que el Japonés estándar se originó) no lo tenía. Como el Dialecto de Tokio se convirtió en el estándar, diferencias regionales de este y el dialecto Kansai han reducido y cambiado. Sin embargo, este (el dialecto Kansai) es el dialecto no estándar más reconocido debido a que está en la segunda región más habitada de Japón. 
Debido a el tipo de comedia manzai desarrollada en Osaka, aparecieron un gran número de comediantes usando este acento para la comedia; he de ahí el estereotipo de la gente de la región Kansai siendo amigables y divertidos. Además se ha vuelto un tópico favorito en el Anime y el Manga debido a ser salidos de la norma (ya que la mayoría de estas producciones se hacen en el lenguaje estándar).

## Diferencias con el japonés estándar
Muchas de las palabras y gramática de este dialecto vienen de las contracciones de sus equivalentes en el Japonés clásico. A comparación del Japonés estándar, este suele ser más melodioso y algo fuerte. Un ejemplo de contracciones de palabras es ちゃう (chau) (ser diferente) que es la abreviación de 違う (chigau) que pertenece al dialecto estándar. 

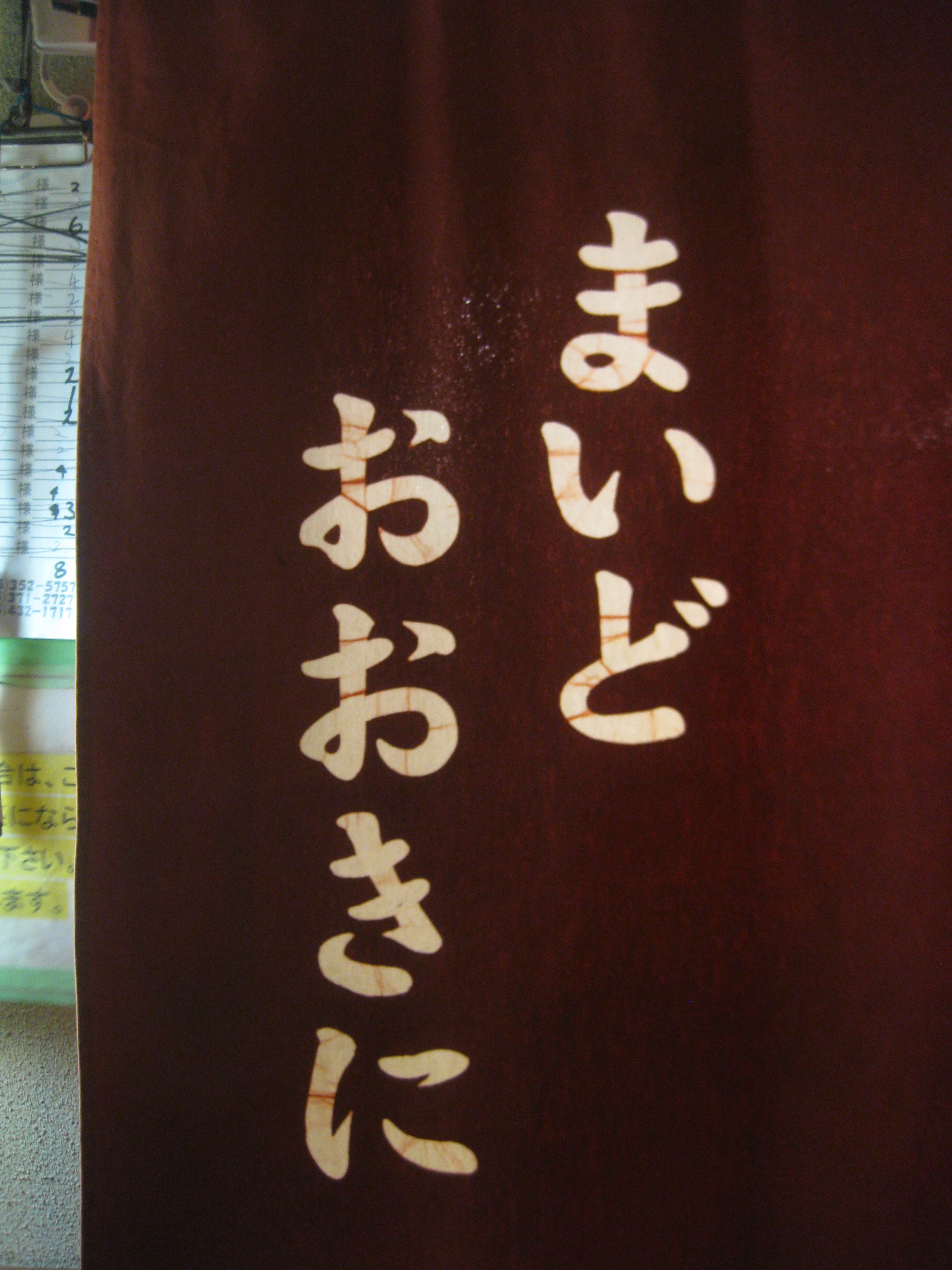
Letrero en Kioto con la expresión Maido Okini que significa muchas gracias

### Fonología
El japonés estándar es caracterizado por sus consonantes fuertes y el japonés de Kansai es caracterizado por sus vocales fuertes.
- En el dialecto Kansai, la /u/ es /u/ y no /ɯ/ como en el Japonés estándar.
- Hay una tendencia a alargar las vocales al final de los sustantivos monomoraicos. Ejemplo: めえ /meː/ en lugar de 目 /me/ que significa "ojo".
- La sílaba  ひ /hi/ es  [hi] en lugar de  [çi], como lo es en Tokio.
- Especialmente en zonas rurales /z/, /d/ y /r/ se confunden. Por eso algunos dicen からら (karara) por 体 (karada) (cuerpo) y でんでん (denden) por 全然 (zenzen) (no en absoluto).
- En el Japonés estándar la reducción vocálica ocurre muy frecuente pero en el dialecto Kansai no. Por ejemplo: el verbo cópula です es pronunciado como dess; en este dialecto suena  /desu(ː)/.
- El uso de /h/ en lugar de /s/ (debucalización, lenición). De ahí -まへん (-mahen) por -ません (-masen) (forma negativa formal de los verbos).

### Gramática
Este al igual que el Japonés estándar tiene los grupos: ichidan (verbos terminados en iru/eru), godan (verbos u) y las excepciones (kuru y suru) aunque muchas conjugaciones difieren.

#### Diferencias gramaticales
| Japonés estándar                      | Japonés de Kansai                          | Español                                                            |
| ------------------------------------- | ------------------------------------------ | ------------------------------------------------------------------ |
| Mizenkei + -ない (-nai)               | Mizenkei + -へん (-hen)/-ん (-n)           | Forma informal negativa de los verbos                              |
| Ren'yōkei + -ません (-masen)          | Ren'yōkei + -まへん (-mahen)               | Forma formal negativa de los verbos                                |
| Ren'yōkei + -ます (-masu)             | Mizenkei + -はる (-haru)                   | Forma cortés de los verbos                                         |
| Forma -ている (-te iru)               | Forma -ておる (-te oru)/-てはる (-te haru) | Forma pregresiva de los verbos. Equivalente al gerundio en español |
| Mizenkei + -ないで (-naide)           | Mizenkei + -んといて (-ntoite)             | No hagas (eso)                                                     |
| Mizenkei + -ないと (-naito)           | Mizenkei + -んとあかん (-ntoakan)          | Debes...                                                           |
| Cópula だ (da)                        | Cópula や (ya)                             | Forma informal de です (desu)                                      |
| Forma -te (て形) + よ (yo)            | Forma -te (て形) + や (ya)                 | Orden suave                                                        |
| Ren'yōkei + -ますよ (-masu yo)        | Ren'yōkei + masse                          | Énfasis, invitación informal                                       |
| Forma -te (て形) + ください (kudasai) | Forma -te (て形) + おくれやす (okureyasu)  | ... por favor                                                      |

### Cópula
|       | descortés | informal | formal1     | formal2             | Cortés formal               |
| ----- | --------- | -------- | ----------- | ------------------- | --------------------------- |
| Osaka | じゃ (ja) | や (ya)  | だす (dasu) | でおます (de omasu) | でございます (de gozaimasu) |
| Kioto | じゃ (ja) | や (ya)  | どす (dosu) | でおす (de osu)     | でございます (de gozaimasu) |

### Partículas
- な (na) se usa en lugar de ね (ne), aunque el primero suene algo más informal en el Japonés estándar.
- かって (katte) o かて (kate) reemplaza a も (mo). Aunque kate y katte también pueden significar aunque. Ejemplo:

風邪引いたかて 旅行へ 行く (Kaze hiita kate, ryokyō e iku) (Aunque esté resfriado, voy al viaje).
- ねん (nen) es una partícula que se pone al final que indica énfasis.
- で (de) se pone al final para dar énfasis, usada en lugar de ぜ (ze). Aunque su uso es similar a la partícula ze, no tiene esa connotación de informalidad.

## Vocabulario
Aquí se muestra un poco de palabras y expresiones características de este dialecto.
| - 毎度 (maido): Hola - おおきに (ookini): Gracias - ちゃう (chau): Diferente - おもろ (omoro): Interesante - うち (uchi): Yo (informal) - おまはん (omahan): Usted, tú, vos - ちゃりんこ (charinko): Bicicleta - べっぴん (beppin): Mujer atractiva - おはようさん (ohayou san): Buenos días - マクド (Makudo): Abreviación de McDonald's - あかん (Akan): Inútil | - にぬき (ninuki): Huevo hervido - なんぎ (nangi): Difícil - いけず (ikezu): Mala persona - けったい (Kettai): Raro - おっちゃん (otchan): Señor - ええ (ee): Bueno - ほかす (Hokasu): Botar - べべた (Bebeta): El peor - かしわ (Kashiwa): Pollo (comida) - おかん (Okan): Mamá - おとん (Oton): Papá - なんでやねん！(¡nandeyanen!): Una expresión muy famosa de este dialecto que significa ¿¡qué diablos!?. |